# 12601 Tiffanyswann
12601 Tiffanyswann eller 1999 RO178 är en asteroid i huvudbältet som upptäcktes den 9 september 1999 av LINEAR i Socorro County, New Mexico. Den är uppkallad efter Tiffany Nichole Swann.
Asteroiden har en diameter på ungefär 6 kilometer och den tillhör asteroidgruppen Nysa.